# シルダック

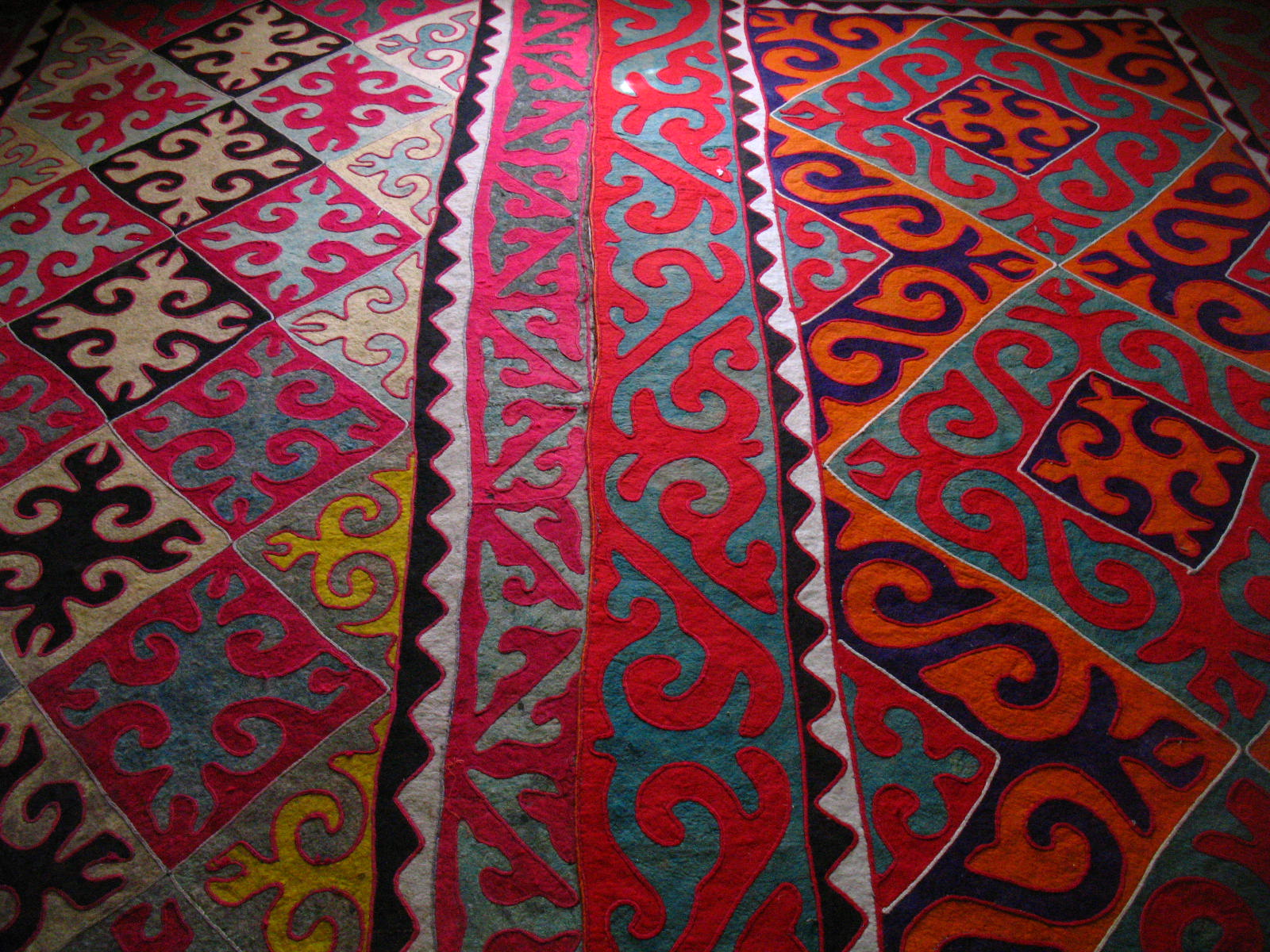
キルギスのアクシ地区 (Aksy District) のある家庭で、床に敷かれているシルダック。

シルダック（キルギス語: шырдак, 発音 [ʃɯrˈdɑq]：shyrdak）、ないし、シルマック（カザフ語: сырмақ, 発音 [səɾˈmɑq]：syrmak）は、ステッチが施され、しばしば色彩豊かなフェルトでできた敷物で、通常は中央アジアで手作りされている。カザフ人もキルギス人も伝統的にシルダックを作るが、キルギスでは特にこの伝統が生きており、製品の多くが観光客に販売されている。
羊毛を染色したものでフェルトを作り、2色のフェルトを重ねて模様をナイフで切り抜き、異なる色を組み合わせて図柄を構成し（色の組み合わせが逆になる2パターンが同時にできる）、これを手縫いで縫い合わせて敷物とするものであり、もともとは移動式住居の中で床や壁を覆うためのものだったとされる。シルダックは、2012年に国際連合教育科学文化機関（UNESCO：ユネスコ）の無形文化遺産のひとつに選ばれている。

## デザイン

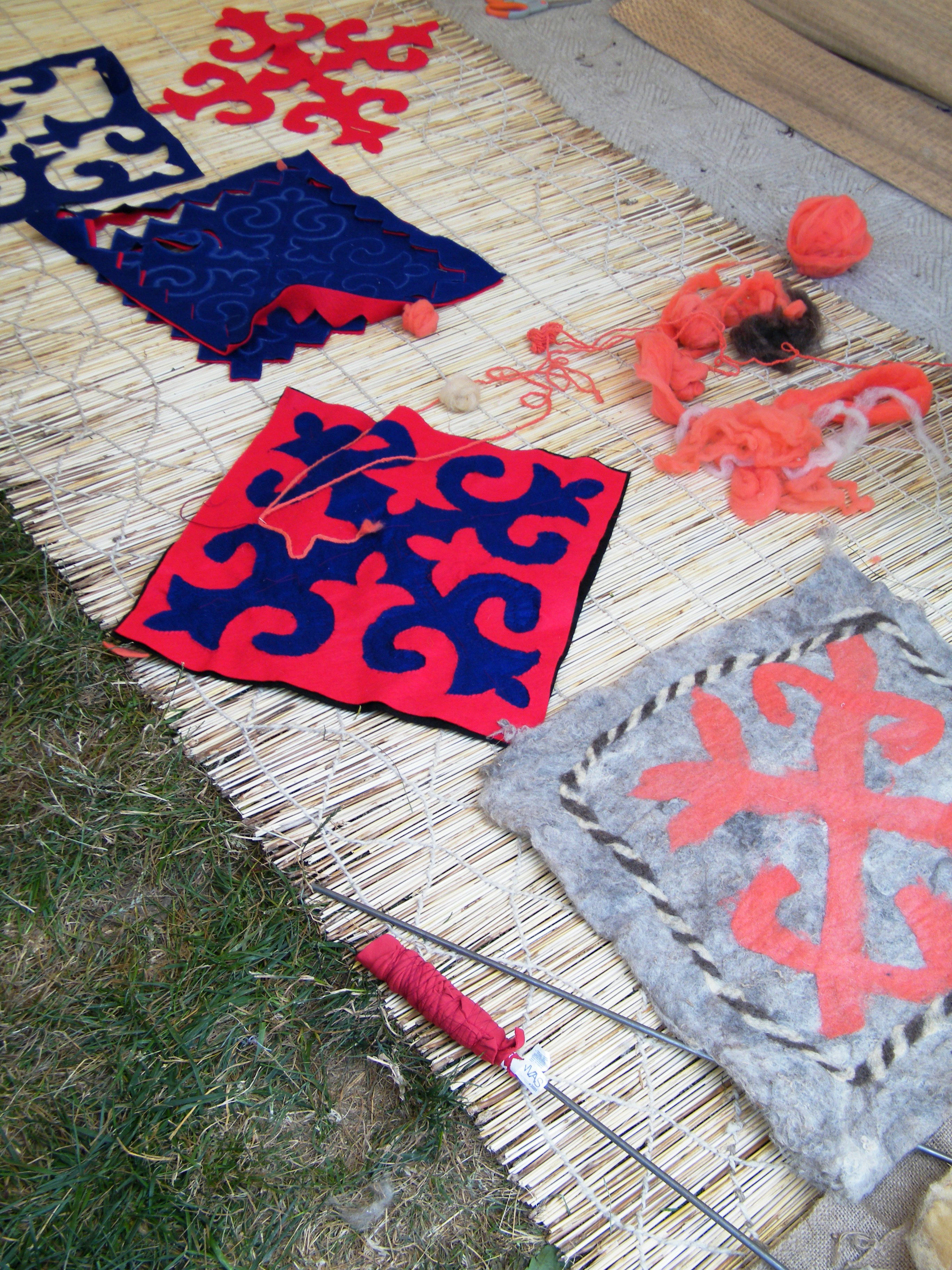
シルダックの制作工程の様々な段階を示すサンプル。

1枚のシルダックの敷物を制作するためには、およそ5頭分の羊毛を使う。制作工程の進みは遅く、労働集約的である。シルダックの敷物は、伝統的に女性によって作られてきた。刈り取られた羊毛は、きれいに洗われ、乾燥させた上で、染色される。シルダックは、極めて対照的な色彩を嵌め込み細工のようにパッチワーク状に組み込んでいくデザインが一般的であり、赤と緑、黄色と黒、茶色と白などの組み合わせが用いられる。羊毛が乾くと、無地の背景の上に鮮やかな色の模様が置かれ、次にこれを石鹸水に浸し、巻き上げ、文字通り圧迫する、という工程が繰り返される。
染められた模様が定着し始めたら、敷物を裏返して再び石鹸水に浸し、巻き上げ、その後数時間放置して乾燥させる。対照的な色の2種類のフェルトを重ね、一番上の層に、模様をチョークでかき入れる。これを慎重かつ丁寧に切り抜いていくのだが、その過程ではすぐに鈍ってしまうナイフを頻繁に研ぎ澄まさなければならない。
こうして、水、ヤギの角、ユルトなど、彼らにとって身近な事物を表象する象徴的なモチーフのイメージがたくさん散りばめられた、目を見張るようなポジティブ/ネガティブの様式による視覚図像が作成される。カズカスタンでは、羊と羊飼いの表象が、特に広く見受けられる。最上層から切り取られたフェルトは無駄にならず、元のshyrdakの逆の色の組み合わせで別のシルダックを作るために使われる。